# Кобрелоа
Кобрелоа (на испански: Cobreloa), е чилийски професионален футболен отбор от Калама, регион Антофагаста. Създаден е на 7 януари 1977 г. Играе в чилийската Примера Дивисион. Кобрелоа е четвъртият най-успешен чилийски отбор със своите осем шампионски титли, а освен тях има и една Купа на Чили и два финала за Копа Либертадорес.

## История
Името на отбора е комбинация от испанската дума за мед „кобре“ (до град Калама се намира най-голямата по добив на медна руда мина в света Чукикамата) и името на най-дългата река в Чили Лоа (течаща през Калама).
Още през първия си сезон Кобрелоа завършва на четвърто място в Примера Б и заедно с третия Майеко Унидо и завършилите на 15-о и 16-о място в Примера Дивисион Сантяго Уондърърс и Сантяго Морнинг се класира за турнира, определящ кои два отбора, освен шампиона и вицешампиона на Примера Б, да се изкачат (или да запазят мястото си) в елита. С една победа и две равенства Кобрелоа печели промоция и оттогава не е изпадал в по-долна дивизия. Въпреки скорошното си основаване, тимът продължава с доброто си представяне – вицешампион в първия и втория си сезон в Примера Дивисион през 1978 и 1979, както и през 1981 г., шампион през 1980 и 1982 г. и два загубени финала за Копа Либертадорес през 1981 (срещу бразилския Фламенго след 1:2 в Рио де Жанейро, 1:0 в Сантяго де Чиле и 0:2 в допълнителния трети мач в Монтевидео) и 1982 (срещу уругвайския Пенярол – 0:0 в Монтевидео и 0:1 в Сантяго) г. Макар и вече по-нарядко, успехите продължават и след тези първи пет години на фурор в елита – шампиноски титли през 1985, 1988, 1992 г. и втори места през 1983 и 1993 г. Освен това при всяко свое участие в турнира за Копа Либертадорес, с изключение на 1983 г., тимът успява най-малкото да прескочи първата групова фаза. В началото на 21 век Кобрелоа успява да добави още три титли към колекцията си Апертура и Клаусура 2003 и Клаусура 2004), както и още три втори места. Освен това записва шест поредни (седем в рамките на осем години) участия за Копа Либертадорес, където веднъж стига до четвъртфинал и два пъти до осминафинал.

## Дербита
Традиционни съперници на Кобрелоа са другият голям миньорски отбор Кобресал, Депортес Антофагаста и О′Хигинс, но за най-голямо дерби се считат мачовете срещу Коло Коло. Това дерби се счита за четвъртото най-интересно в Чили след Суперкласико (Коло Коло – Универсидад де Чиле), Класико университарио (Универсидад Католика – Универсидад де Чиле) и мачовете между Коло Коло и Универсидад Католика. Причините за това са няколко: в период от 15 години между 1979 и 1993 двата тима печелят общо 13 титли (5 за Кобрелоа и 8 за Коло Коло), като в шест от случаите на второ мясото е оставал съперникът; Кобрелоа е единственият чилийски отбор с позитивна статистика в двубоите срещу Коло Коло (към ноември 2014 г. 33 победи срещу 31 загуби в 92 мача за първенство, 41 победи срещу 40 загуби в 115 мача във всички турнири и приятелски срещи; в последните години Коло коло успява да навакса разликата); Коло Коло не успява да спечели мач в Калама в продължение на 23 години.

## Футболисти

### Настоящ състав
| №             | Нац.    | Играч                      | Роден          | Последен отбор            |
| Вратари       | Вратари | Вратари                    | Вратари        | Вратари                   |
| ------------- | ------- | -------------------------- | -------------- | ------------------------- |
| 1             |         | Себастиан Контрерас        | 1 януари 1988  | Рейнджърс де Талка        |
| 12            |         | Матиас Караско             |                | юноша на отбора           |
| 15            |         | Лусиано Палос              | 29.11.1979     | Сан Луис де Кийота        |
| 32            |         | Алваро Гонсалес            |                | юноша на отбора           |
| Защитници     |         |                            |                |                           |
| 3             |         | Мигел Сануеса              | 30.08.1991     | юноша на отбора           |
| 4             |         | Родолфо Гонсалес           | 28.02.1989     | Рейнджърс де Талка        |
| 5             |         | Рукардо Хулиан Мартинес    | 18.02.1984     | Терсеро де Фебреро        |
| 6             |         | Мартин Сбрун               | 27 януари 1985 | Сантамарина               |
| 13            |         | Диего Силва                | 11.03.1983     | Унион Сан Фелипе          |
| 20            |         | Марко Идалго               | 06.07.1990     | Депортес Темуко           |
| 25            |         | Матиас Гонсалес            |                | юноша на отбора           |
| 32            |         | Ерик Аумада                | 14.02.1994     | юноша на отбора           |
| Полузащитници |         |                            |                |                           |
| 8             |         | Фернандо Корнехо           | 26.12.1995     | юноша на отбора           |
| 11            |         | Густаво Кристалдо          | 31.05.1989     | Клуб Насионал             |
| 14            |         | Хосе Перес                 | 22.07.1985     | Керетаро                  |
| 21            |         | Кристиан Гайтан            | 15 януари 1990 | Институто де Кордоба      |
| 22            |         | Патрисио Тронкосо          | 10.06.1992     | юноша на отбора           |
| 26            |         | Фелипе Паласиос            | 22.10.1993     | юноша на отбора           |
| 30            |         | Иван Ледесма               | 19.07.1995     | юноша на отбора           |
| Нападатели    |         |                            |                |                           |
| 9             |         | Мануел Виялобос            | 03.10.1989     | Атенас де Сан Карлос      |
| 10            |         | Родриго Гатас              | 02.12.1991     | Унион Ла Калера           |
| 16            |         | Алваро Лопес Охеда         | 24.09.1992     | юноша на отбора           |
| 23            |         | Хосе Луис Хименес          | 08.08.1983     | Универсидад де Консепсион |
| 24            |         | Паоло Гомес                | 12.08.1992     | юноша на отбора           |
| 28            |         | Игнасио Ерера              | 30.10.1987     | Магаянес                  |
| 31            |         | Себастиан Ромеро Фернандес | 25 януари 1996 | юноша на отбора           |
| 34            |         | Анхел Кофре                | 11.07.1994     | юноша на отбора           |

### Известни бивши футболисти
- Адолфино Каниете
- Алексис Санчес
- Армандо Аларкон
- Ектор Пуебла
- Енцо Ескобар
- Естебан Паредес
- Жан Босежур
- Карлос Еспиноса
- Ладислао Мазуркевич
- Луис Фуентес
- Лукас Бариос
- Марио Осбен
- Марио Сото
- Марсело Тробиани
- Маурисио Арос
- Оскар Вирт
- Родриго Мелендес
- Фернандо Корнехо
- Хуан Карлос Летелиер
- Хуан Коварубиас
- Хулио Сесар Балдивиесо

## Успехи
- Примера Дивисион:
  - Шампион (8): 1980, 1982, 1985, 1988, 1992, 2003 А, 2003 К, 2004 К
  - Вицешампион (8): 1978, 1979, 1981, 1983, 1993, 2000, 2004 А, 2011 К
- Копа Чиле:
  - Носител (1): 1986
  - Финалист (3): 1991, 1993, 1995
- Копа Либертадорес:
  - Финалист (2): 1981, 1982

## Рекорди
- Най-голяма победа:
  - за първенство: 9:0 срещу Рехионал Атакама, 1983 г.
  - за купата: 10:0 срещу О′Хигинс, 1979 г.
- Най-голяма загуба:
  - за първенство: 6:1 срещу Уачипато, 1998 г.; 5:0 срещу Кокимбо Унидо, 1995 г.
- Най-много мачове без загуба като домакин: 91 между 1979 и 1985 г., континентален рекорд и на пето място в света[2]
- Най-много мачове: Ектор Пуебла – 662
- Най-много голове: Хуан Коварубиас – 151
- Най-много минути без допуснат гол: Едуардо Фурниер – 1011